# بوب ليستر
بوب ليستر (بالإنجليزية: Bob Lister)‏ (1901 بغلاسكو في المملكة المتحدة - 1995) هو لاعب كرة قدم بريطاني (وحمل سابقاً جنسية المملكة المتحدة لبريطانيا العظمى وأيرلندا) في مركز الهجوم. لعب مع دونفرملين أثلتيك وستوك سيتي وشروزبري تاون ونادي إكزتر سيتي ونادي ريل وهارت أوف ميدلوثيان ووست هام يونايتد.